# Keçiören
Keçiören là một huyện thuộc tỉnh Ankara, Thổ Nhĩ Kỳ. Huyện có diện tích 190 km² và dân số thời điểm năm 2007 là 843535 người, mật độ 4440 người/km².